# Vital Komenan Yao
Vital Komenan Yao né en 1938 en Cote d'Ivoire et mort le 23 septembre 2006 à Bouaké est un archevêque métropolitain de Bouaké et président de la Conférence épiscopale de Côte d'Ivoire.
Il est inhumé en la cathédrale Sainte-Thérèse de Bouaké.

## Biographie
Vital Komenan Yao naît en 1938 à Koffiyaokro au centre de la Côte d'Ivoire. Il est ordonné prêtre le 19 décembre 1964 par monseigneur André-Pierre Duirat. 
Le 17 mai 1973, il est nommé évêque du diocèse de Bouaké par le pape Jean Paul II est ordonnée évêque le 29 juillet 1973. 
Après 21 ans d'épiscopat, il est nommé le 19 décembre 1994 archevêque du diocèse Bouaké. Il ainsi dévient le 1er évêque ivoirien du diocèse de Bouaké et 1er archevêque de archidiocèse du Bouaké.
Pendant 6 ans, il fut président de la Conférence des évêques catholique de Côte d'Ivoire.
Il meurt le 23 Septembre 2006 à Abidjan à la Polyclinique internationale Sainte-Anne-Marie (Pisam),. Il est inhumé dans l'enceinte de la cathédrale Sainte Thérèse de Bouaké le 27 octobre 2006, en présence du Premier ministre Charles Konan Banny, du clergé ivoirien et de monseigneur Adrien Saar, président de la conférence épiscopale régionale de l'Afrique de l'ouest, archevêque de Dakar, le nonce apostolique, monseigneur Mario Roberto Cassari.